# Catalán (månekrater)
Catalán er et lille nedslagskrater på Månen. Det befinder sig på Månens forside næsten langs den sydvestlige rand. I denne position ses det næsten fra siden og i perspektivisk forkortning fra Jorden, og dets synlighed er påvirket af libration. Det er opkaldt efter den spanske spektroskopiker Miguel Á. Catalán (1894 – 1957).
Navnet blev officielt tildelt af den Internationale Astronomiske Union (IAU) i 1970.

## Omgivelser
Catalánkrateret ligger vest for det noget større Baadekrater og syd-sydøst for Graffkrateret. Dette område er den ydre, sydøstlige del af det tæppe af materiale-"udkastninger", som omgiver nedslagsbassinet Mare Orientale, og den nærliggende overflade er meget ujævn og stribet. Vest for Catalán danner satellitkratererne "Catalán A" og det mindre "Catalán B" et sammensluttet par, som begge har en skarp rand og et skålformet indre. Nordvest for "Catalán A" ligger det næsten perfekt symmetriske og skålformede krater "Catalán U". 

## Karakteristika
Dette er et noget irregulært krater, omend dets generelle form er cirkulær. Randen har skarp kant og viser kun få tegn på erosion. Dele af den indre væg ser ud til at være styrtet ned mod nord og sydøst, så der er dannet indhak i randen. Kraterbunden er ujævn og irregulær, og der er ingen central forhøjning af betydning.

## Satellitkratere
De kratere, som kaldes satellitter, er små kratere beliggende i eller nær hovedkrateret. Deres dannelse er sædvanligvis sket uafhængigt af dette, men de får samme navn som hovedkrateret med tilføjelse af et stort bogstav. På kort over Månen er det en konvention at identificere dem ved at placere dette bogstav på den side af satellitkraterets midte, som ligger nærmest hovedkrateret. Catalánkrateret har følgende satellitkratere:
| Catalán | Længde  | Bredde  | Diameter |
| ------- | ------- | ------- | -------- |
| A       | 45,7° S | 89,2° V | 21 km    |
| B       | 45,6° S | 88,4° V | 14 km    |
| U       | 45,1° S | 90,6° V | 20 km    |

## Måneatlas
- Billeder af Catalankrateret i LPI-måneatlasset